# 1878 في سويسرا
فيما يلي قوائم الأحداث التي وقعت خلال عام 1878 في سويسرا.

## سياسة

### تعيين في المنصب
- 1 يناير – كارل فوجت عضو المجلس الوطني السويسري ‏.

### انتهاء فترة المنصب
- 1 يناير – يواكيم هير عضو المجلس الفيدرالي السويسري ‏.

## مواليد

### يناير
- 1 يناير – كاميلي دريفوس كيميائي سويسري.
- 24 يناير – ادمون بايل فنان سويسري.

### أبريل
- 15 أبريل – روبرت فالسر كاتب سويسري.

### يوليو
- 7 يوليو – ويليام أوتو برونر عالم فلك سويسري.

### أغسطس
- 2 أغسطس – هانس هونزيكر طبيب سويسري.
- 18 أغسطس – فريتز برون

### سبتمبر
- 8 سبتمبر – ثيودور أوبيرت

### أكتوبر
- 10 أكتوبر – أوتو هيس لاعب كرة قاعدة سويسري.

### ديسمبر
- 25 ديسمبر – لويس شيفروليه

## وفيات

### يناير
- 1 يناير – كارل غوستاف بيرنولي (مواليد 1834)